# Ivan Kobelev
Pour les articles homonymes, voir Kobelev.
Ivan Kobelev (en russe : Иван Кобелев), né vers 1749 à Anadyrsk et mort après 1833, est un cosaque et explorateur russe qui a effectué deux voyages dans la région des Tchouktches, aux îles Diomède et à la péninsule de Seward, à la fin du XVIIIe siècle.

## Biographie

### Premier voyage
Son premier voyage remonte à 1779. Kobelev part d'ostrog Giziginsk (aujourd'hui Gischiginsk (de)) sur la mer d'Okhotsk, traverse la mer de Béring et suit la côte sud de la péninsule Tchouktche jusqu'à son point le plus à l'est, le cap Dejnev. De là, il atteint les îles d'Imovlin (Ratmanov) et Igellin (Petite Diomède) des îles Diomède par bateau.
D'un chef local, qui prétendait être d'origine américaine, il apprend l'existence d'une colonie russe soi-disant située en Alaska, sur une rivière appelée Cheoeveren (ou Kheuveren, probablement la rivière maintenant connue sous le nom de Kuzitrin). Il tente alors d'y aller, mais les Tchouktches refusent de le laisser partir, disant qu'ils craignent que les Russes ne ripostent contre eux si Kobelev est tué ou capturé en Amérique. Tout ce que Kobelev peut faire est d'envoyer une lettre à ces hommes qu'il soupçonne être les descendants de l'équipage d'un des bateaux perdus de l'expédition de Simon Dejnev.

### Deuxième voyage
Catherine II apprenant que James Cook lors de son troisième voyage dans le Pacifique (1776-1779) a passé le détroit de Béring et inquiète que la colonisation du nord-ouest de l'Amérique ne soit pas russe, décide d'envoyer de nouvelles expéditions.
La deuxième expédition de Kobelev fait partie de celle de Joseph Billings. Avec Billings, il voyage d'Okhotsk à Gischiginsk, et de là, en octobre 1789, se dirige vers le nord jusque chez les Tchouktches. Pendant neuf mois, de mai 1790 à mars 1791, il vit parmi les Tchouktches dans la région située entre la baie de Kolochin et la rivière Tchaoun. Il voyage ensuite vers l'est jusqu'au cap Dejnev, où il réussit à obtenir le passage vers l'Alaska. Il a ensuite navigué vers le sud le long de la côte de l'Alaska. Cependant, la baie (probablement vers l'actuel Port Clarence) est trop prise par les glaces, de sorte qu'il ne peut pas remonter les cours d'eau. Il navigue en compagnie des Tchoutkches et de Nikolaï Daourkine jusqu'à l'île d'Ukiben (aujourd'hui King Island) où il rencontre une population locale, mais aussi certains habitants de la région le long des rivières. Cependant, les Tchouktches ne sont pas disposés à traduire ce que les Esquimaux disent de leur pays.
Via les îles Diomède, Kobelev retourne dans la péninsule des Tchouktches et, le 4 octobre 1791, rencontre Billings qui venait de commencer un voyage terrestre du cap Dejnev à l'Anadyr. La connaissance de Kobelev de la région, et en particulier de la langue et de la culture tchouktche, est majeure pour l'expédition de Billings.
On sait peu de choses sur la vie de Kobelev après ce expéditions. Il semble qu'il ait travaillé comme traducteur pendant encore 50 ans et qu'il était encore en vie en 1833, voir en 1849.

## Publication
- Auszug aus dem Tagebuch des Kosaken-Sotniks Iwan Kobelef über das Land der Tschuktschen und die demselben entgegen liegende Inseln und Landecke von Amerika, In: Neue Nordische Beyträge zur physikalischen und geographischen Erd- und Völkerbeschreibung, Naturgeschichte und Ökonomie, vol. 4, 1783, p. 105–111 (Lire en ligne).